# Château du Repaire
Pour les articles homonymes, voir Beaurepaire.
Du château du Repaire est situé dans la vallée de la Manore sur la commune de Rougnac en Charente. L'accès se fait par une digue qui retient un étang.

## Historique
Les propriétaires de ce château  médiéval dont la construction a débuté au XIIe siècle sont connus depuis le règne de Louis IX. Le château actuel qui a succédé à un château primitif est attesté appartenir à Hélie Arnaud en 1238. Par mariages et héritages ce sera Jean de Birac en 1454, puis les Raymond, les Ranconnet, les Galard de Béarn qui deviendront seigneurs du Repaire (ils ont donné la branche Galard du Repaire) et le possèderont jusqu'à la Révolution.
Les terres qui couvraient plus de 1 000 ha ne font plus que 160 ha et à la Révolution le château est déjà en mauvais état.
Par héritage, il passe alors aux Vassoigne, cousins des Galard, puis par mariage aux Roffignac qui le possédaient encore au début du XXe siècle.
Proche de la ligne de démarcation, il fut le siège de la Kommandantur durant la Seconde Guerre mondiale.

## Architecture
Le château est situé au bord d'un étang ce qui rend le site pittoresque.
L'entrée se fait par un pont dormant et un châtelet d'entrée du XVe siècle sur une terrasse bordée d'arcades du XVIIe siècle. Il y a une imposante tour ronde avec créneaux et mâchicoulis, et une tour d'escalier. La tour du XVIe siècle a son linteau orné des trois blasons des Raymond, Ranconnet et Galard de Béarn. Le logis en partie du XVe siècle, réaménagé au XVIIIe siècle, comporte une grande cave voûtée. Une échauguette surplombe les douves. Le logis comporte encore ses dallages de tomettes anciennes et ses plafonds d'époque.
Une partie, le châtelet d'entrée, l'aile ouest des communs, le logis, la terrasse et la tour a été inscrite monument historique le 14 avril 1997.